# Extreme E
Az Extreme E egy, a FIA által szervezett nemzetközi terepverseny-sorozat, amelyben speciális elektromos terepjárókkal versenyeznek a világ távoli részein, például az amazóniai esőerdőben vagy az északi-sarkvidéken. Valamennyi verseny helyszínét úgy választják meg, hogy felhívják a figyelmet az éghajlatváltozás egyes vonatkozásaira, és az Extreme E „örökségprogramot” tart fenn, amely társadalmi és környezeti támogatást kíván nyújtani ezeknek a helyszíneknek.

## Történet
Az Extreme E 2018-ban kezdődött a Formula E alapítója, Alejandro Agag és a korábbi pilóta, Gil de Ferran vezetésével. A sorozatot 2019 januárjában mutatták be a nagyközönségnek egy londoni rendezvényen. A bejelentésre az RMS St Helena fedélzetén került sor, amely a sorozat "lebegő paddockjaként" fog szolgálni, és bemutatták a Continental AG-t mint gumiabroncs-beszállítót és a brazil CBMM vállalatot mint nióbiumbeszállítót. Ali Russellt marketing-vezérigazgatónak nevezték ki, míg a Red Bull sportvezetői, Kester Wilkinson és Nina Dreier lesznek a rendezvény- és marketingmenedzserek.
Az első csapat, amely elkötelezte magát a sorozat mellett, a Venturi Racing. 2019 májusában jelentették be (bár az első szezon előtt ismét visszaléptek). Néhány hónappal később a német csapat, az Abt Sportsline csatlakozott a sorozathoz.
2019 júliusában a Goodwood Festival of Speeden bemutatták a szériajármű első prototípusát, az Odyssey 21-et, és 2019 decemberében kikerült a 2021-es első szezon ideiglenes versenynaptárja, amelyen Szenegál, Szaúd-Arábia, Argentína, Grönland és Brazília szerepel helyszínként.
2020-ban a sorozat kezdte felhívni magára a figyelmet azzal, hogy Ken Block az Extreme E autóval versenyzett a Dakar-rali utolsó januári szakaszán, és szeptemberben a Formula–1 világbajnoka, Lewis Hamilton bejelentette saját Extreme E csapatának létrehozását, X44 néven. Szeptember végén és október elején hatnapos versenyzői tesztet tartottak a dél-franciaországi Châteaux de Lastours közelében, amelyen a megerősített versenyzők között olyan ismert versenyzők is részt vettek, mint Valtteri Bottas, Sébastien Loeb és Jean-Éric Vergne.
2020 novemberében a járműveket eljuttatták a csapatokhoz, amelyek aztán alkalmazhatták a saját festésüket, és megismerkedhettek az autóval és annak működésével. A csapatokat 100 km-nyi magántesztelésre korlátozták. Az összes csapattal közös tesztet és versenyszimulációt tartottak a MotorLand Aragónon decemberben.
2021 augusztusában a McLaren bejelentette, hogy 2022-től részt fog venni a sorozatban, az egyik versenyzőjük az amerikai Tanner Foust lesz, akinek a nevéhez több világrekord kötődik, például 2013-ig ő tartotta a beltéri sebességrekordot, illetve szerepelt a Halálos iramban c. filmben is.

## Versenyformátum
Az Extreme E versenyhétvége négy fordulóból áll, összesen hét futammal: szombaton két kvalifikációs forduló (egyenként két futam), majd az elődöntők (két futam) és a vasárnapi finálé. Minden selejtezőkör két futamból áll, és a pontokat a célhelyzet alapján osztják ki. A két selejtezőfordulóban a legtöbb pontot elért csapatok az 1. elődöntőbe (SF1) jutnak, a fennmaradó csapatok a 2. elődöntőbe (SF2) jutnak. Az elődöntők egy-egy futamból állnak. Az SF1 első három és az SF2 első autója továbbjut a döntőbe.
Minden versenyen az autónak két kört kell teljesítenie a pályán, minden csapattag egy-egy kört kell hogy teljesítsen. A csapatoknak egy férfi és egy női pilótával kell rendelkezniük, akik ugyanazokat a vezetési feladatokat látják el, előmozdítva a nemek közötti egyenlőséget és az egyenlő versenyfeltételeket a versenyzők között.

## Autó

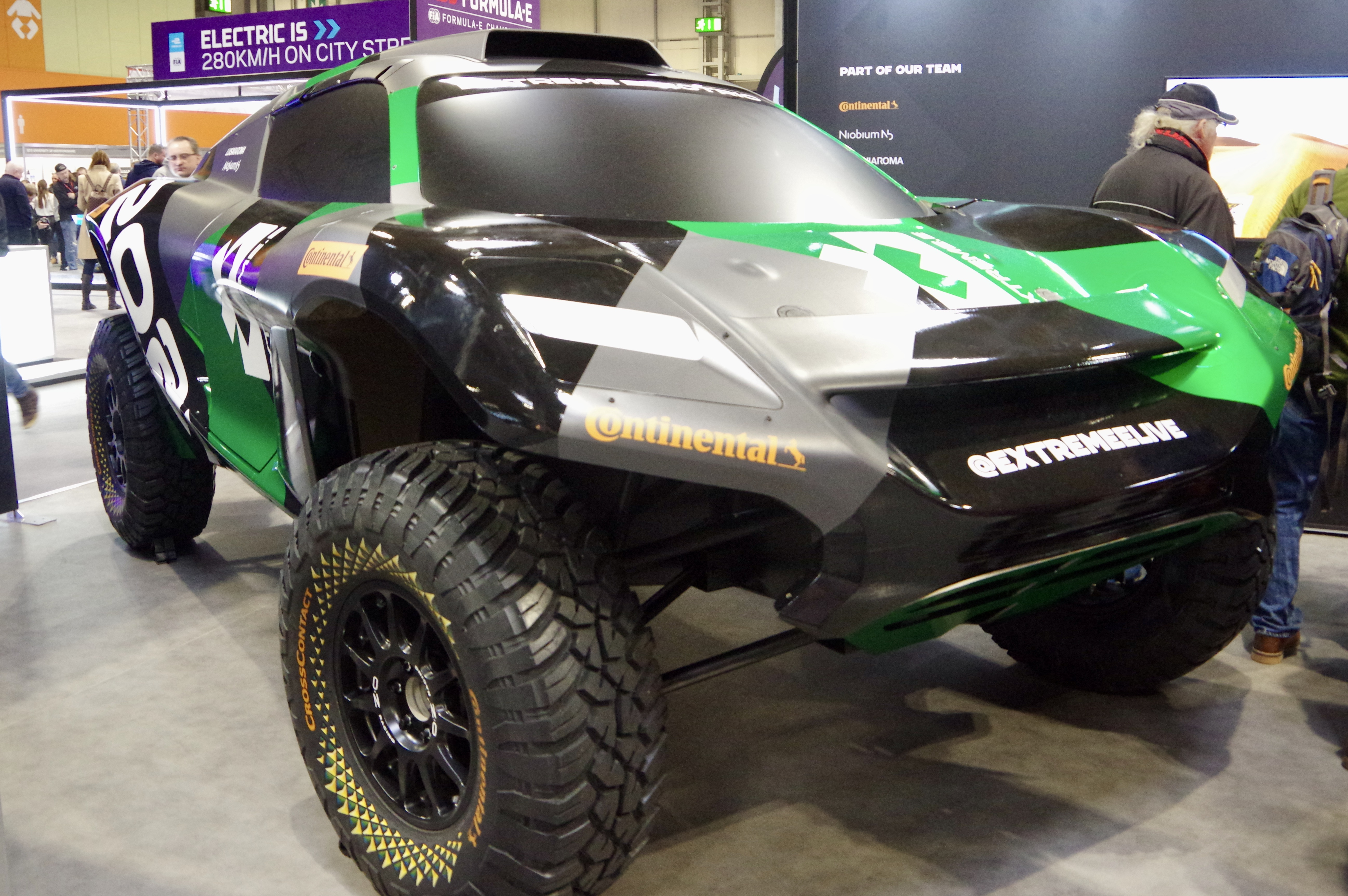
Extreme E autó: az Odyssey 21

A Spark Odyssey 21 elektromos terepjárót versenyautóként mutatták be a Goodwood Festival of Speed rendezvényen, 2019. július 5-én. A járművet a Spark Racing Technology, a Formula E autók gyártója készíti, a Williams Advanced Engineering által gyártott akkumulátorral. Az autó nióbiummal megerősített acélötvözetből készült csővázzal, valamint ütközésszerkezettel és roll cage-dzsel van felszerelve. Súlya 1650 kg, és 4,5 másodperc alatt gyorsul 0-ról 100 km/h-ra, 400 kW (536 LE) teljesítménnyel.
Az Odyssey 21-et 2020 januárjában Szaúd-Arábiában, a Dakar-ralin mutatták be. Guerlain Chicherit egy nappal a verseny kezdete előtti összeszokáson vezette a járművet, Ken Block pedig Haradh és Al-Qiddiya között versenyzett vele, ahol az autó a kategóriájában a harmadik leggyorsabb időt érte el.

## Csapatok és versenyzők
Ezen csapatok jelentették be, hogy részt vesznek a bajnokságban:
| Csapatok                       | Versenyzők                |
| ------------------------------ | ------------------------- |
| Abt Cupra XE                   | Mattias Ekström           |
| Abt Cupra XE                   | Claudia Hürtgen           |
| Veloce Racing                  | Jamie Chadwick            |
| Veloce Racing                  | Stéphane Sarrazin         |
| Veloce Racing                  | Emma Gilmour (helyettes)  |
| Hispano-Suiza Xite Energy Team | Oliver Bennett            |
| Hispano-Suiza Xite Energy Team | Christine Giampaoli Zonca |
| Andretti United Extreme E      | Timmy Hansen              |
| Andretti United Extreme E      | Catie Munnings            |
| Chip Ganassi Racing            | Sara Price                |
| Chip Ganassi Racing            | Kyle LeDuc                |
| Team X44                       | Sébastien Loeb            |
| Team X44                       | Cristina Gutiérrez        |
| Rosberg Xtreme Racing          | Johan Kristoffersson      |
| Rosberg Xtreme Racing          | Molly Taylor              |
| Acciona Sainz XE Team          | Carlos Sainz              |
| Acciona Sainz XE Team          | Laia Sanz                 |
| JBXE                           | Jenson Button             |
| JBXE                           | Mikaela Åhlin-Kottulinsky |

## Versenynaptár
Eredetileg Nepálban, Brazíliában és Argentínában is rendeztek volna xPrix-eket, azonban ezek a koronavírus-járvány miatt elmaradtak, helyükre új versenyek jöttek. A versenynaptár is egy versennyel rövidebb lett: 6 verseny helyett 5 versenyt rendeztek.
| xPrix      | Ország       | Helyszín                        | Dátum                  |
| ---------- | ------------ | ------------------------------- | ---------------------- |
| Sivatag    | Szaúd-Arábia | Shraan, Al-Ula                  | 2021. április 3–4.     |
| Tenger     | Szenegál     | Lac Rose                        | 2021. május 29–30.     |
| Sarkvidéki | Grönland     | Kangerlussuaq, Russell-gleccser | 2021. augusztus 28–29. |
| Sziget     | Olaszország  | Szardínia                       | 2021. október 23–24.   |
| TBA        | TBA          | TBA                             |                        |
| Forrás:    |              |                                 |                        |

## Közvetítés és dokumentumfilm-sorozat
A műsorvezető műsorszolgáltatók az Aurora Media Worldwide és a North One Television lesznek, akik élő közvetítéssel és támogató dokumentumfilm-sorozattal készülnek, egyesítve a sport- és a tudományos történeteket. Az Oscar-díjas Fisher Stevens filmrendezőt alkalmazták a sorozat művészeti vezetőjének az adások előállításához. Gil de Ferran elmondta, hogy „a nézők egy teljesen újfajta sportfogyasztásra számíthatnak, az egyes epizódok nemcsak egy verseny történetét, hanem a szélesebb körű tudatosságot és e távoli és kihívásokkal teli környezetek védelmének szükségességét is hirdetik az Extreme E által”.
Az első, 2021-es évad előtt háromrészes tévésorozat készül, amely dokumentálja a vadonatúj versenysorozat létrehozásának folyamatát. Az első epizód 2020 júniusában került bemutatásra a Channel 4 csatornán. Magyarországon a Spíler1 TV közvetíti.

## Logisztika
A rendezvények szervezői az RMS St Helenát fogják használni „úszó paddockként” és működési bázisukként. A hajó a bajnokság kellékeit és felszereléseit, valamint az összes versenyautót szállítja egyik helyről a másikra. A hajó környezeti lábnyoma tovább csökkent azáltal, hogy a meghajtóegységeket és a generátorokat átalakították ultraalacsony kéntartalmú dízelüzemre. A St Helena kutatóhajóként is szolgál, tudósokat szállít és konferenciákat tarthat a verseny helyszínén.
Az Extreme E az AFC Energy által szállított hidrogén üzemanyagcellás technológiát használja. A hidrogén üzemanyagot víz- és napenergiából állítják elő, majd a járművek töltésére használják fel, ami lehetővé teszi a hálózatról fenntartható energiaellátást.